# Listă de războaie după numărul de decese
Aceasta este o listă incompletă de războaie după numărul de morți provocate. Nu sunt incluse în această listă toate războaiele care au cauzat peste 1 milion de morți.
Aproximativ 3027 de războaie au fost înregistrate în istoria scrisă a omenirii.

## Lista
- 60.669.200 - 84.589.300 – Al Doilea Război Mondial (1939 – 1945) (Vezi și Pierderi omenești în cel de-al Doilea Război Mondial)
- 30.000.000–60.000.000 – Invaziile mongole (1206 - 1324) (500 000 de victime (6-7% din populația rusilor) numai în timpul Invaziei mongole în Rusia Kieveană
- 36.000.000-40.000.000 - Perioada celor Trei Regate (184 - 280)
- 25.000.000 – Dinastia Qing cucerește dinastia Ming (1618 – 1683)
- 24.000.000 - Cucerirea Imperiului Aztec de către spanioli (1519 - 1632)
- 20.000.000-35.000.000 - Al Doilea Război Chino-Japonez(1931 - 1945)
- 20.000.000-30.000.000 – Rebeliunea Taiping (dec. 1850 – aug. 1864)
- 16.563.868-65.000.000[2] – Primul Război Mondial (1914 – 1918)
- 16.000.000 – Rebeliunea lotusului alb (1794 – 1804)
- 15.450.000 - Războaiele romano-germanice (113 - 596)
- 13.000.000-36.000.000 – Rebeliunea lui An Lushan (755 – 763)
- 10.000.000-22.000.000 – Perioada statelor beligerante și Dinastia Qin (475 î.Hr. – 221 î.Hr. - 207 î.Hr.)
- 10.000.000 – Revolta  sprâncenelor roșii (9 – 24)
- 8.000.000–12.000.000 – Revolta Dungan (1862 – 1877)
- 9.500.000 – Războiul Civil Chinez (1927 - 1949)
- 8.400.000 - Cucerirea Imperiului Inca de către spanioli (1533 - 1572)
- 7.000.000–20.000.000 – Cuceririle lui Timur Lenk (1370 - 1405)
- 7.000.000 - Reconquista (711 - 1492)
- 5.000.000–9.000.000 – Războiul Civil Rus și intervenția străină (1917 –1922)
- 5.000.000 - Cuceririle lui Aurangzeb (împărat mogul) (1681 - 1707)
- 3.500.000 - 6.000.000 - Războaiele Napoleoniene(1803 - 1815)
- 3.000.000 - 11.500.000 - Războiul de 30 de ani(1618 - 1648)